# روتنبورغ أن در فولدا
روتنبورغ آن در فولدا (بالألمانية: Rotenburg an der Fulda) هي بلدة، residenz، مدينة و بلدة ألمانية تقع في ألمانيا في Hersfeld-Rotenburg.

## أعلام بارزون
- فرانتس كونيغ

## المدن التوأمة
مدينة أرجينتان هي مدينة توأمة لـروتنبورغ آن در فولدا.

## معرض صور

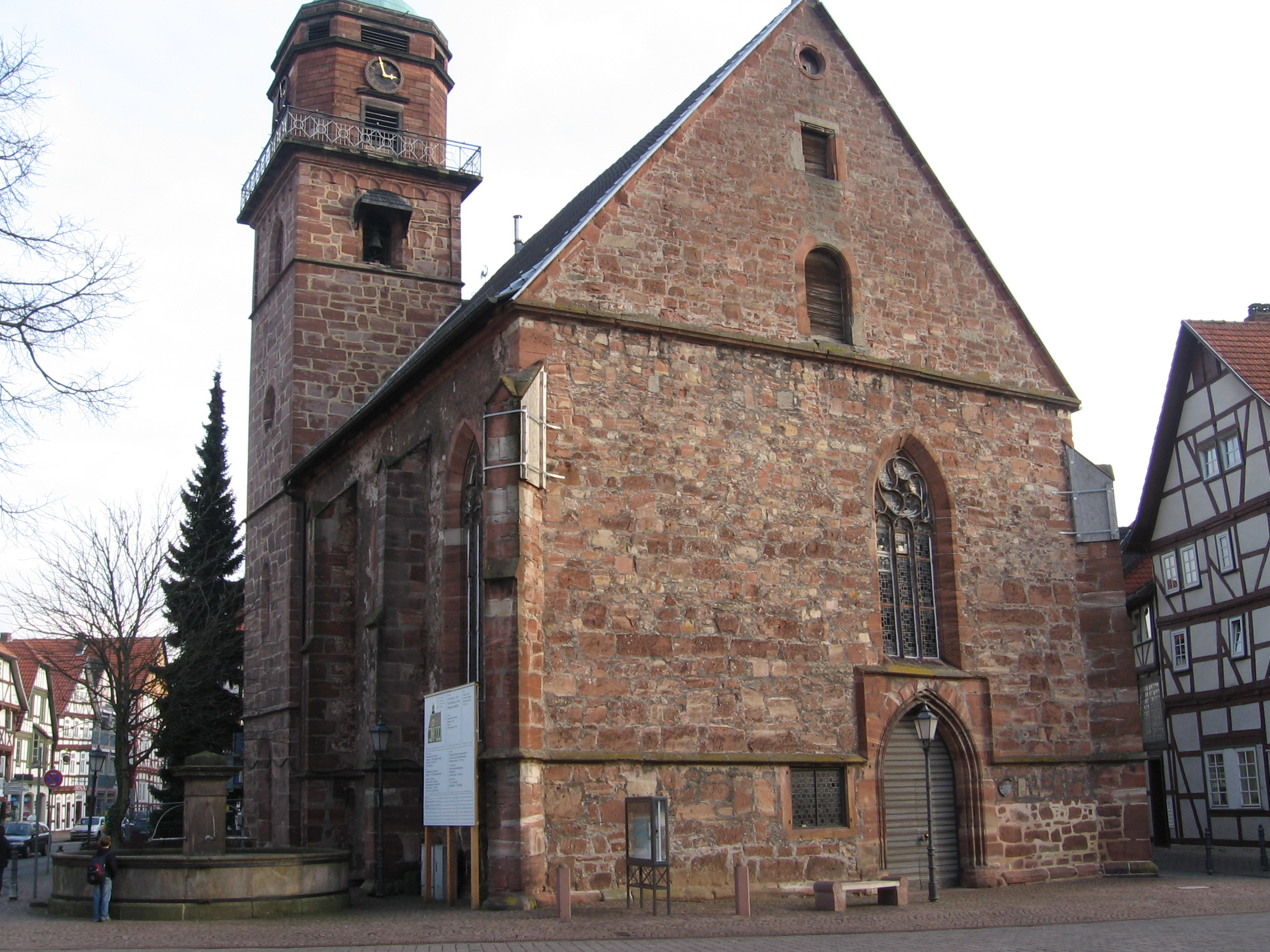
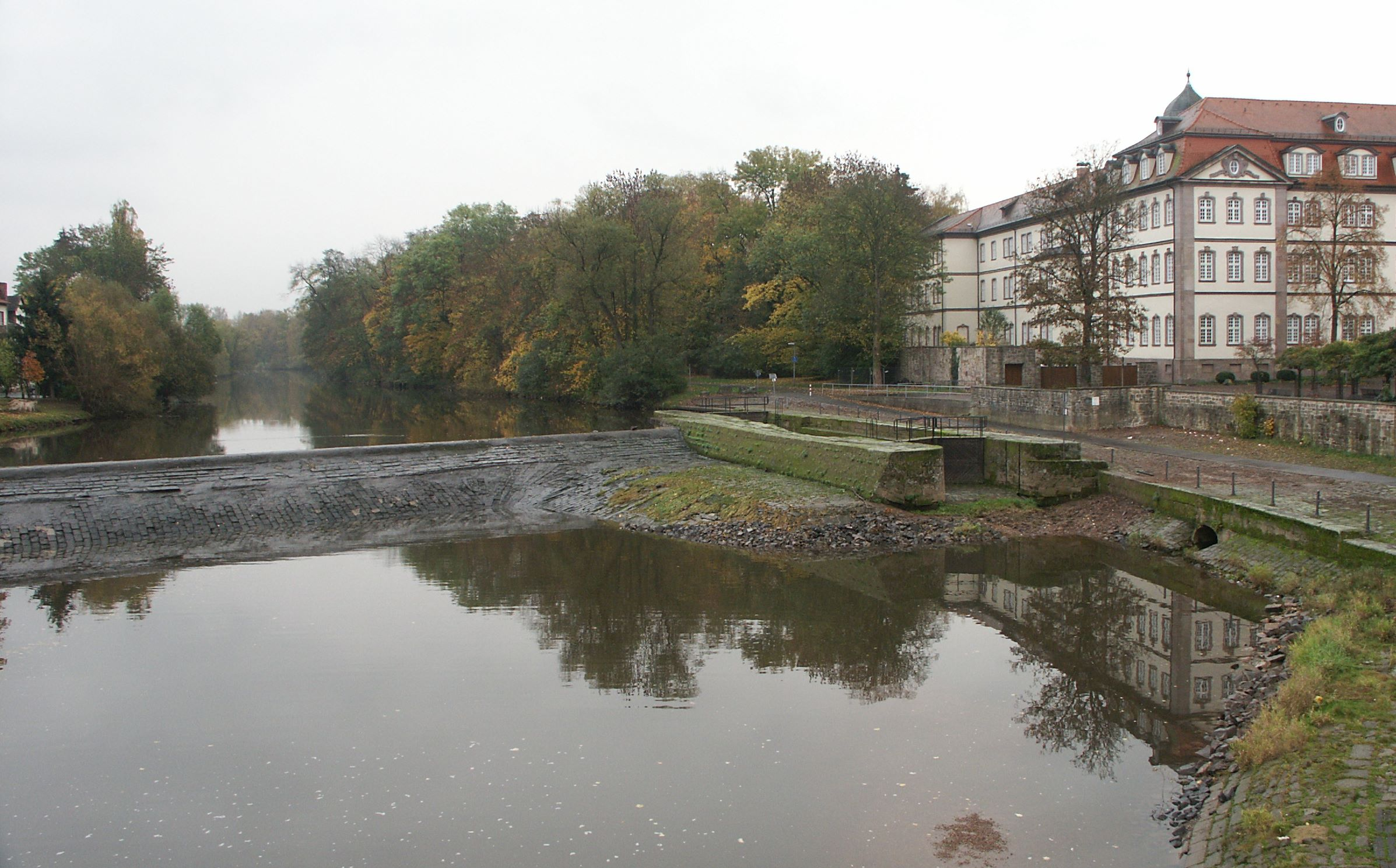
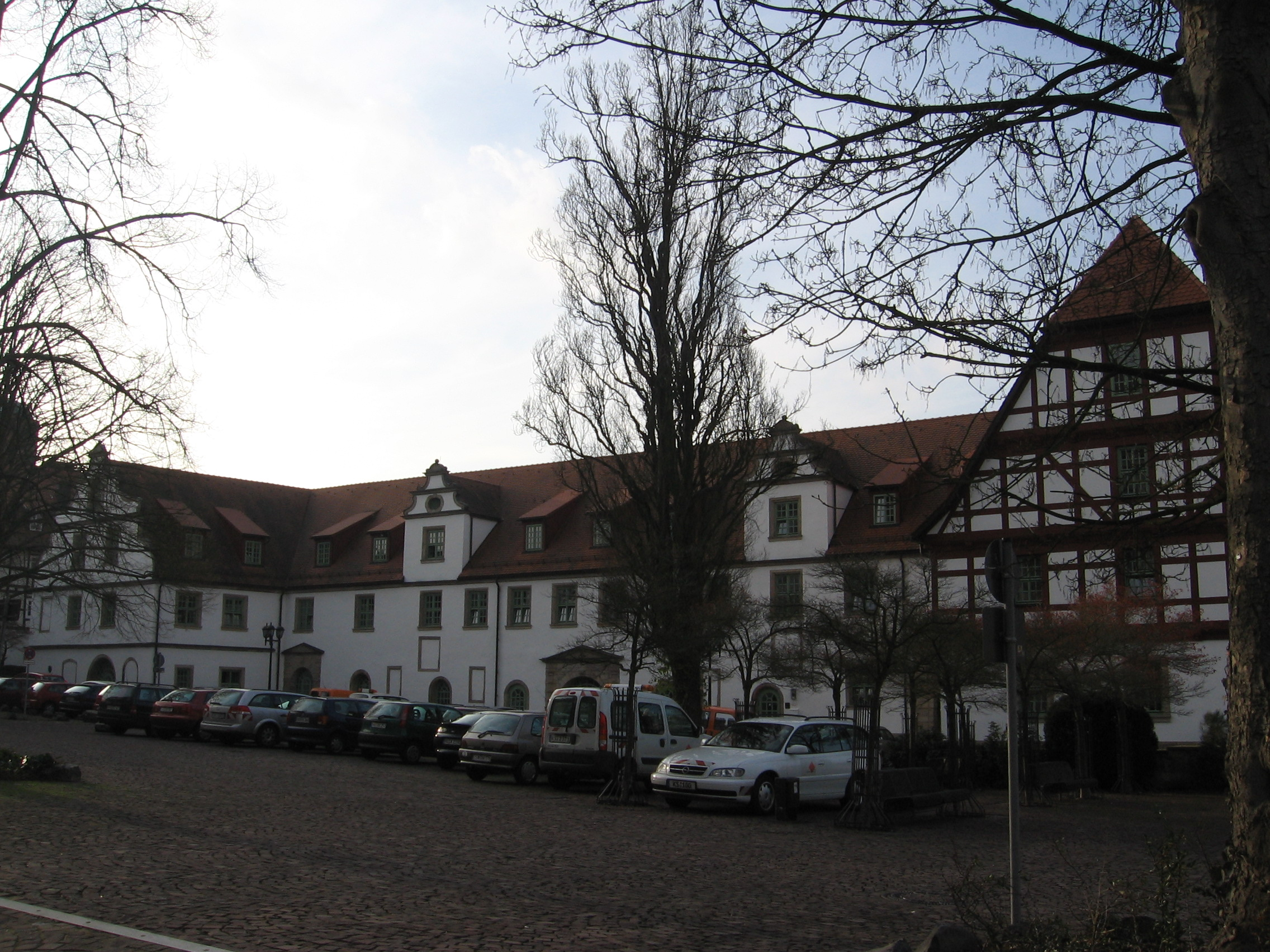
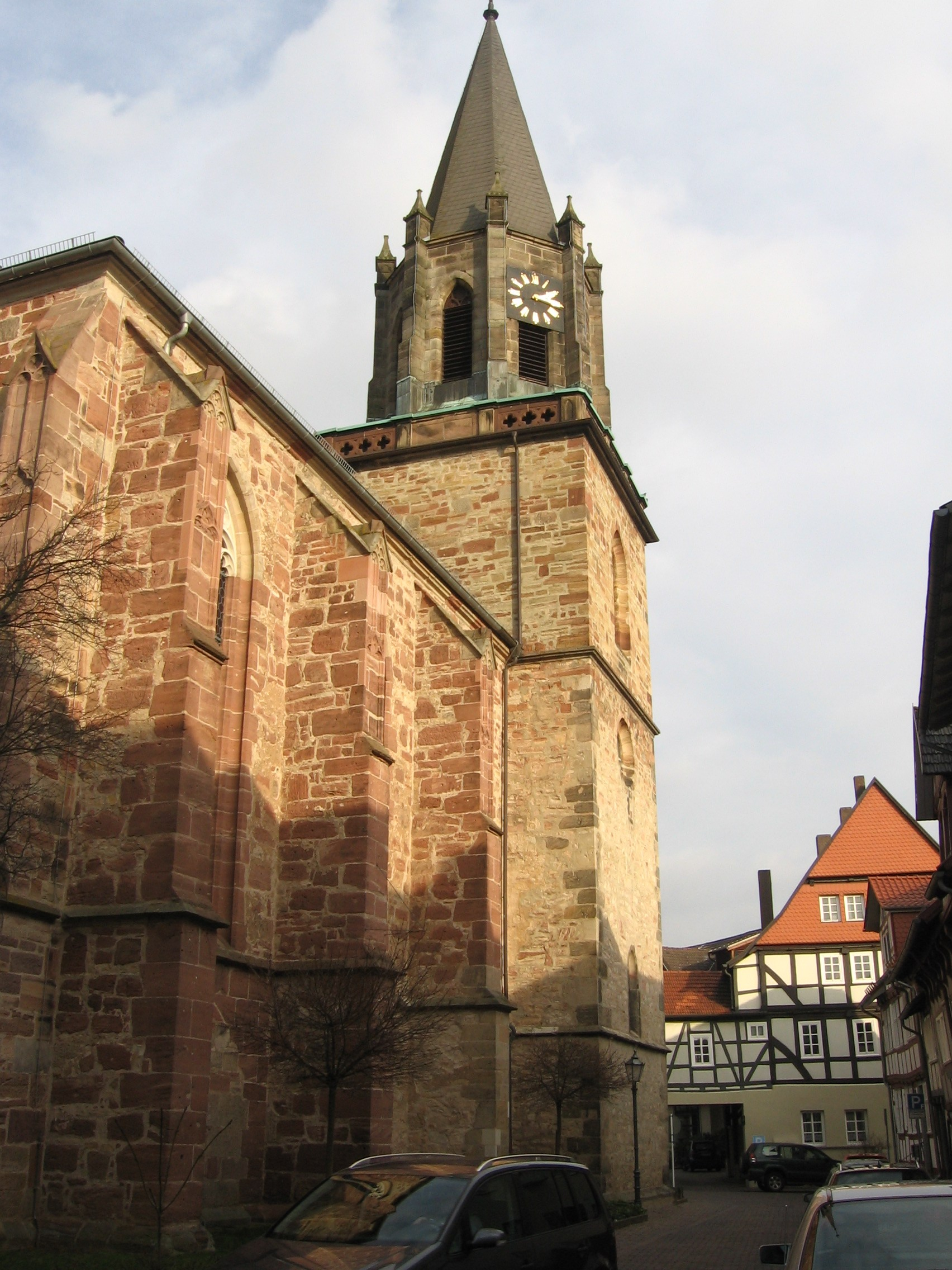
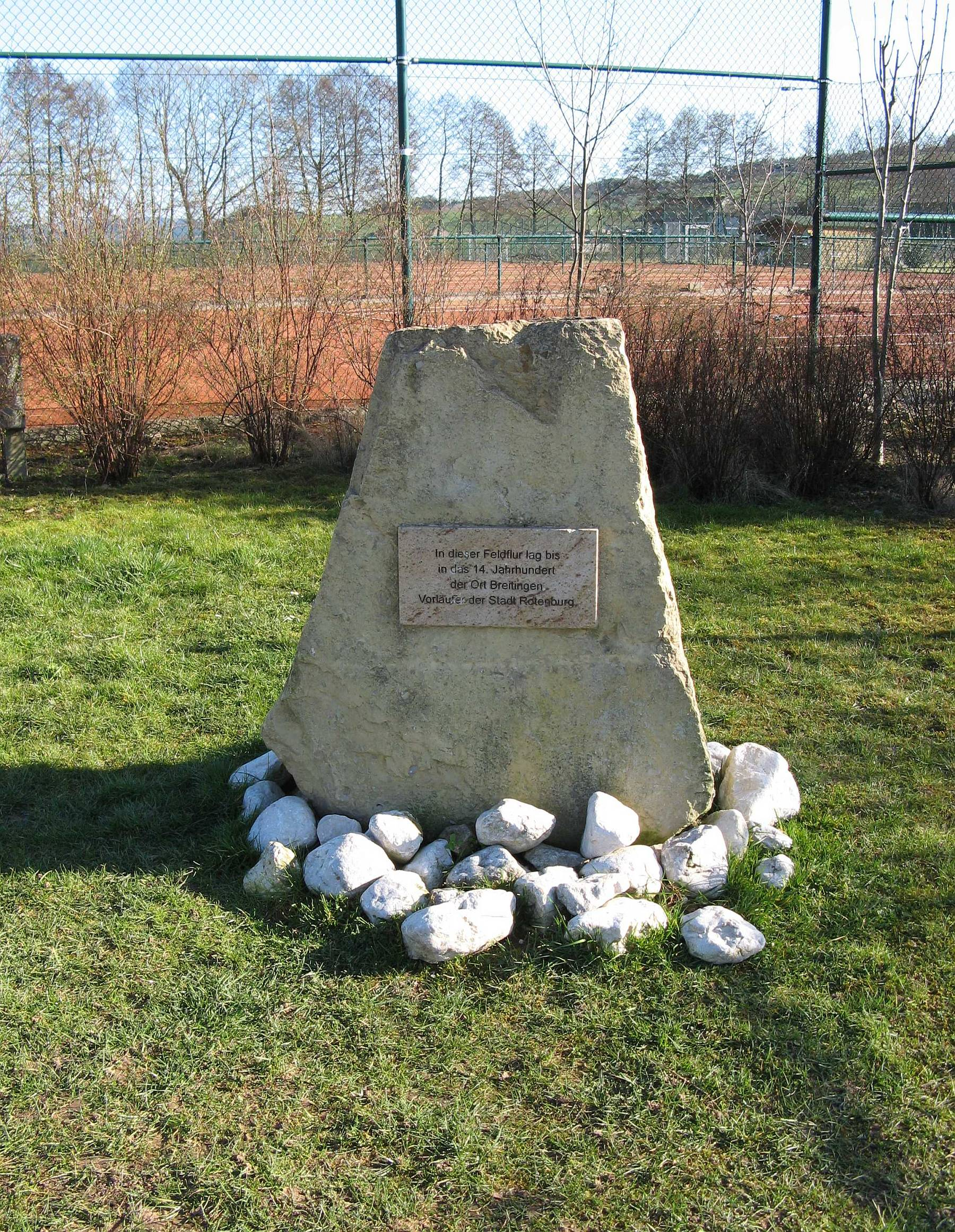